# Actinocephalus divaricatus
Actinocephalus divaricatus är en gräsväxtart som först beskrevs av August Gustav Heinrich von Bongard, och fick sitt nu gällande namn av Paulo Takeo Sano. Actinocephalus divaricatus ingår i släktet Actinocephalus och familjen Eriocaulaceae. Inga underarter finns listade i Catalogue of Life.